# Roberta Pedranzini
Roberta Pedranzini (Bormio, 21 agosto 1971) è una scialpinista italiana, compete nello sci alpinismo.
È l'atleta italiana più titolata nella storia di questa disciplina dall'avvento della coppa del mondo.

## Palmarès

### Mondiali sci alpinismo
- 14 medaglie:
  - 10 ori (team race, staffetta a Cuneo 2006; individuale, team race, vertical race, combinata a Portes du Soleil 2008; vertical race, team, staffetta, combinata a Andorra 2010);
  - 4 argenti (vertical race a Cuneo 2006; staffetta a Portes du Soleil 2008); individuale a Andorra 2010; team race a Claut 2011);

### Europei sci alpinismo
- 10 medaglie:
  - 8 ori (vertical race, staffetta, team, individuale, combinata a Tambre 2009; team, staffetta, combinata a Morzine 2007)
  - 2 argenti (vertical race, individuale a Morzine 2007)

### Coppa del Mondo di sci alpinismo
- Vincitore della Coppa del Mondo di sci alpinismo nel Coppa del Mondo di sci alpinismo 2007, Coppa del Mondo di sci alpinismo 2008, e nel Coppa del Mondo di sci alpinismo 2010
- Vincitore della Coppa del Mondo di individuale di sci alpinismo nel 2010
- 30 podi :
  - 15 vittorie ;
  - 8 secondi posti ;
  - 7 terzi posti.

#### Coppa del Mondo - vittorie
| Data             | Luogo          | Paese    | Disciplina  |
| ---------------- | -------------- | -------- | ----------- |
| 2 aprile 2006    | Les Plans      | Francia  | Team Race   |
| 22 aprile 2006   | Valtellina     | Italia   | Team Race   |
| 7 gennaio 2007   | Trace Catalane | Francia  | Individuale |
| 4 marzo 2007     | Adamello       | Italia   | Coppie      |
| 13 gennaio 2008  | Val D'Aran     | Francia  | Individuale |
| 10 febbraio 2008 | Arcalís        | Andorra  | Team Race   |
| 9 marzo 2008     | Val Bedretto   | Svizzera | Coppie      |
| 22 marzo 2008    | Lagorai        | Italia   | Coppie      |
| 12 marzo 2009    | Pierra Menta   | Francia  | Coppie      |
| 3 aprile 2009    | Arvier         | Italia   | Coppie      |
| 23 gennaio 2010  | Valcellina     | Italia   | Individuale |
| 7 febbraio 2010  | Gastlosen      | Svizzera | Coppie      |
| 20 febbraio 2010 | Etna           | Italia   | Individuale |
| 4 aprile 2010    | Arvieux        | Francia  | Individuale |
| 11 aprile 2010   | Dolomiti       | Italia   | Individuale |